# Philippe Arnold

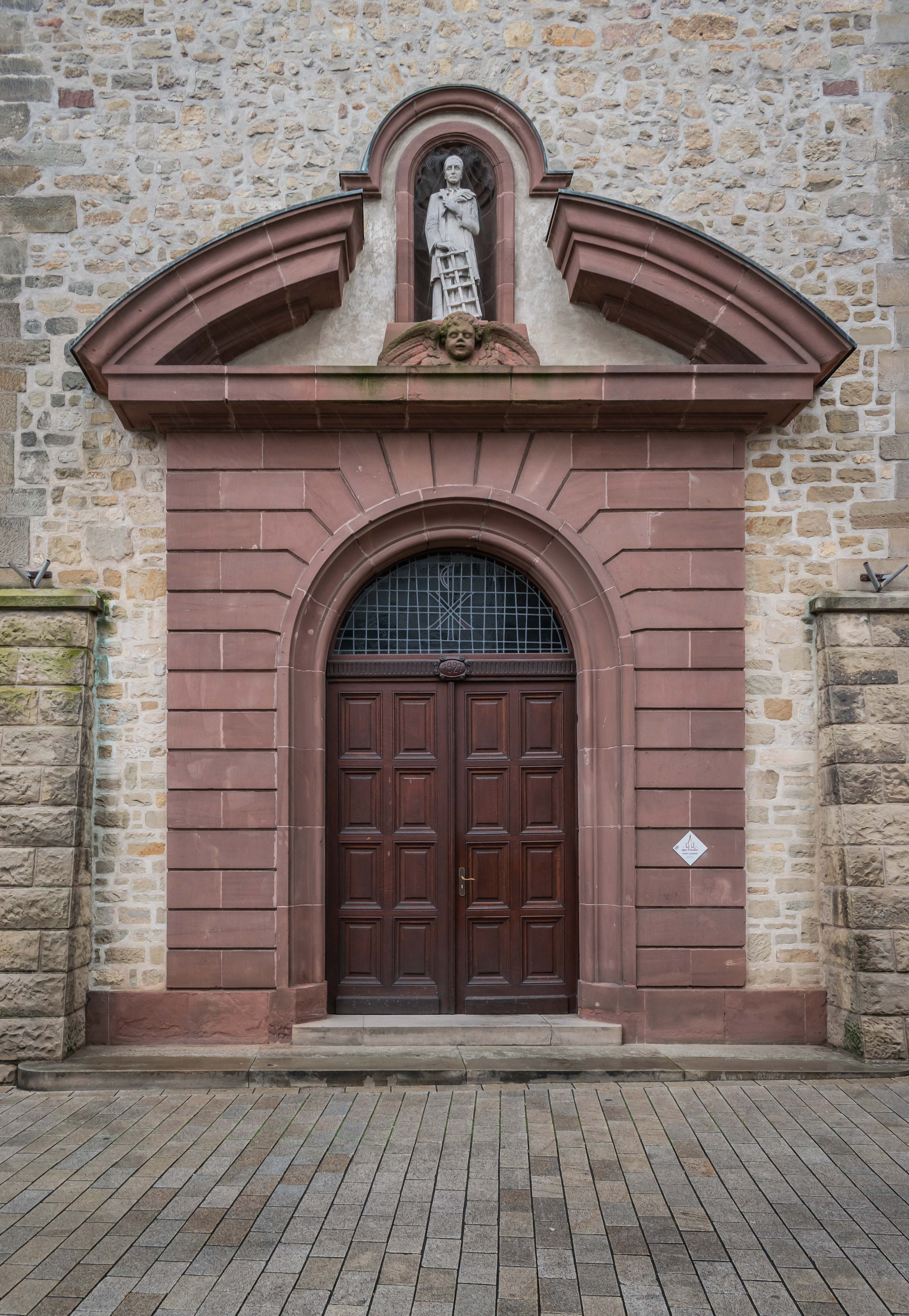
Sint-Laurentius (1954), Grevenmacher

Philippe Valentin Arnold (Echternach, 30 januari 1913 – Rosport, 8 juli 1983) was een Luxemburgs beeldhouwer. graficus en tekenaar.

## Leven en werk
Philippe Arnold was een zoon van Johan Adam Christian Hermann Arnold en Maria Barbara Ollinger. Hij volgde zijn opleiding buiten Luxemburg. In 1932 verkreeg hij de status van Luxemburger.
Arnold maakte onder meer sculpturen, litho's en boekillustraties. Hij overleed op 70-jarige leeftijd.

## Enkele werken
- 1952 sluitstenen in de zijbeuken van de herbouwde Willibrordusbasiliek in Echternach.[4]
- 1954 ontwerp voor een beeld van Laurentius boven het portaal van de Sint-Laurentiuskerk in Grevenmacher, uitgevoerd door de firma Giver.[5]
- 1959 uitvoering marmerwerk voor hotel Ferring in Grundhof.
- 1960 uitvoering marmerwerk voor het nieuwe stadhuis van Echternach.
- 1968 boekomslag (litho) voor Rosport 1880-1910 van Aloyse Steinmetz.
- 1971 plaquette ter herinnering aan industrieel en pionier Henri Tudor, Rosport.[6]
- 1973 boekomslag en illustraties voor Rosport, die Geschichte eines Dorfes van Aloyse Steinmetz. Luxemburg: Sankt-Paulus-Druckerei.[7]
- 1973 ontwerp souvenirsbord met de kerk van Girsterklaus, uitgevoerd door Villeroy & Boch.[8]
- wapensteen op de poort naar de tuinzijde van het burgerhospitaal in Echternach.
- beeld van Willibrord voor het koor van de Maria Hemelvaartkerk in Steinheim.
- sluitsteen met portret van Frantz Seimetz in de voorgevel van de Pharmacie du Lion aan de Place du Marché in Echternach, naar een ontwerp van Henri Demuth.[9]